# Stor-Korstjärnen, Medelpad
Stor-Korstjärnen är en sjö i Timrå kommun i Medelpad och ingår i Indalsälvens huvudavrinningsområde. Sjön har en area på 0,0913 kvadratkilometer och ligger 293 meter över havet.

## Delavrinningsområde
Stor-Korstjärnen ingår i det delavrinningsområde (696117-157719) som SMHI kallar för Utloppet av Eksjön. Medelhöjden är 312 meter över havet och ytan är 16,09 kvadratkilometer. Räknas de 4 avrinningsområdena uppströms in blir den ackumulerade arean 33,31 kvadratkilometer. Eksjöån som avvattnar avrinningsområdet har biflödesordning 4, vilket innebär att vattnet flödar genom totalt 4 vattendrag innan det når havet efter 44 kilometer. Avrinningsområdet består mestadels av skog (78 procent). Avrinningsområdet har 1,95 kvadratkilometer vattenytor vilket ger det en sjöprocent på 12,1 procent.